# Château de la Petite Filolie
Le château de la Petite Filolie se situe sur la commune de Condat-sur-Vézère dans le département français de la Dordogne.

## Présentation
Implanté en bordure de la route départementale 704, il est bâti sur la rive droite de la Vézère, face au château de la Fleunie établi sur l'autre rive. 

## Historique
Il est mentionné sous le nom de la Fillolye en 1485 et se compose d'une aile Renaissance et d'un logis du XVIIe siècle.
Pierre de La Romagère de Roncessy, seigneur du lieu, a été évêque de Tarbes sous le nom de Pierre III de La Romagère, de 1751 jusqu'à sa mort en 1769.